# District de Kunigami

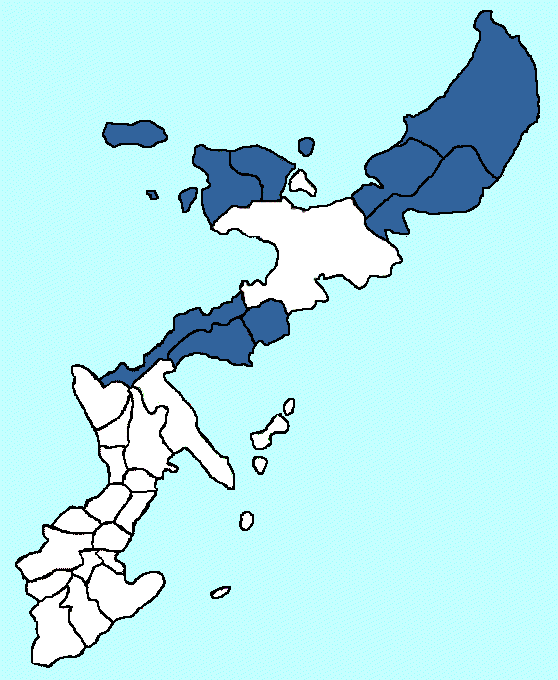
Localisation du district de Kunigami dans la préfecture d'Okinawa.

Le district de Kunigami (国頭郡, Kunigami-gun) est un district situé dans la préfecture d'Okinawa au Japon. Il administre une partie de l'archipel d'Okinawa, dont Ie-jima, Sesoko-jima et une partie de l'île d'Okinawa.

## Géographie

### Divisions administratives
Le district de Kunigami est composé de deux bourgs et de sept villages :
- bourg de Kin ;
- bourg de Motobu ;
- village de Ginoza ;
- village de Higashi ;
- village d'Ie ;
- village de Kunigami ;
- village de Nakijin ;
- village d'Onna ;
- village d'Ōgimi.